# Aculifera
Gli Aculiferi (Aculifera Hatschek, 1891) sono un subphylum di molluschi comprendente tre classi: Solenogastres, Caudofoveata e Polyplacophora.
I membri di questo taxon sono i molluschi più antichi, nonché i più semplici e meno evoluti. Non sono dotati di conchiglia vera e propria, che è del tutto assente nei Solenogastri e nei Caudofoveati, mentre nei Poliplacofori è costituita da cinture calcaree, legate fra loro, poste sopra il corpo del mollusco.
.